# بروفسور العربية (اللودي)
بروفسور العربية تأسس منصب أستاذ لوديان اللغة العربية في جامعة أوكسفورد في عام 1636 من قبل وليام لود، الذي كان في ذلك الوقت مستشارًا لجامعة أكسفورد ورئيس أساقفة كانتربري [lower-alpha 1][lower-alpha 1]بروفسور العربية. كان أول من مُنح منصب الأستاذ هو إدوارد بوكوك، الذي كان يعمل قسيسًا في حلب فيما يعرف الآن بسوريا حيث طلب منه لود العودة إلى أكسفورد لتولي هذا المنصب. تتطلب لوائح لوود الخاصة بالأُسْتاذِيَّة محاضرات حول قواعد اللغة العربية وآدابها تسلم أسبوعيًا خلال الإجازات الجامعية والإعارة. كما نص على أن يحضر جميع محاضرات الأساتذة جميع طلاب الطب وبكالوريوس الآداب في الجامعة، لكن هذا لم يحدث على ما يبدو لأنه كان هناك حضورقليل للطلاب لدى بوكوك بالرغم من النص القاضي بتغريم الغائبين. في عام 1881 ألغى النظام الأساسي للجامعة لوائح لاود، ونص على أن يحاضر الأستاذ في «اللغات العربية والسريانية والكلدية»، وألحقت الأُسْتاذِيَّة بالزمالة في كلية سانت جون.

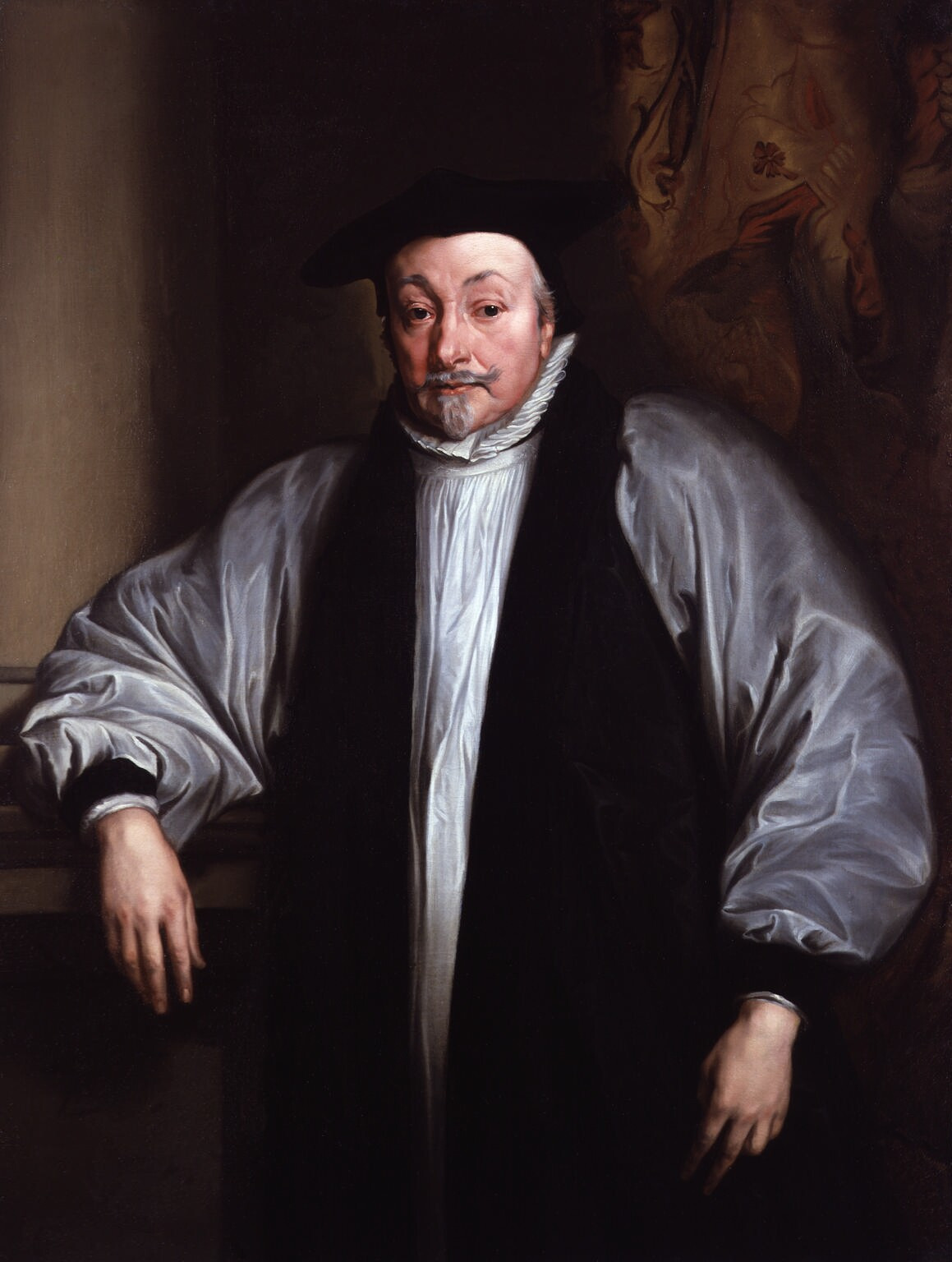
وليام لاود، مؤسس الاستاذية

تفاوت مستوى الأساتذة، فكان ثاني أساتذة اللغة العربية هو توماس هايد، والذي وصفه قاموس أكسفورد للسير الذاتية الوطنية بأنه "مستشرق معتدل"، ويحكي أحد تواريخ الجامعة عن الأستاذ الثالث "جون واليس" من أنه لم يلق أي محاضرات في معظم فترة ولايته الطويلة فحسب بل إنه أيضاً لم يفعل شيئاً لتطوير المعرفة. " حظي بوكوك وجوزيف وايت والسير هاملتون غيب والفريد بيستون بثناء كبير لتحصيلهم العلمي. قام ديفيد مرجليوث (الأستاذ 1889-1937) بتدريس المنهج للامتحانات النهائية في المحاضرات التي استمرت أكثر من عامين، مما أجبر بعض الطلاب على معالجة النصوص الأكثر صعوبة في السنة الأولى من دراستهم. وقد درّس الأساتذة المتعاقبون لأعداد قليلة من الطلبة حتى فترة مابعد الحرب العالمية الثانية ثم ازدادات الأعداد عندما ذاع صيت الأستاذ المدرس جيب أنذاك وبسبب أن بعض الطلاب البريطانيين تحول اهتمامهم إلى الثقافة العربية عندما كانوا يؤدون خدمتهم العسكرية في منطقة الشرق الأوسط، تقلدت جوليا براي، أستاذة لاودان اعتبارًا من 2015، وعينت في عام 2012 وهي أول امرأة تشغل هذا المنصب. وهي عضو في كلية الدراسات الشرقية بجامعة أكسفورد ومقرها المعهد الشرقي.